# デサフィナード
デサフィナード（Desafinado）は、1959年に発表されたボサノヴァの曲。

## 概要
ニュウトン・メンドンサが作詞し、アントニオ・カルロス・ジョビンが作曲した。本来「Desafinado」 はブラジルポルトガル語で「ヂサフィナードゥ」に近い発音であり、「音痴」または「音はずれ」という意味である。初めて歌詞中に「ボサノヴァ」の単語が取り入れられた曲である。
アメリカでは、ジョン・ヘンドリックス（Jon Hendricks）とジェシー・キャバノー（Jessie Cavanaugh）が、「Slightly Out of Tune」という英題と英語詞をつける。スタン・ゲッツとギタリストのチャーリー・バード（Charlie Byrd）共演の録音が1962年にヒットする。その後も1964年のアルバム『ゲッツ/ジルベルト』にも取り上げられるなど、ジャズのスタンダードナンバーとしても定着した。
YouTubeにも、アントニオ・カルロス・ジョビンの録音、ガル・コスタ歌唱の動画、小泉ニロの動画、いろいろアップロードされている。

## カヴァーした主なミュージシャン
ブラジル
- アントニオ・カルロス・ジョビン
- ジョアン・ジルベルト
- ガル・コスタ

アメリカ・ヨーロッパ
- フランク・シナトラ
- エラ・フィッツジェラルド
- ジュリー・ロンドン
- ジミー・ジャスティス
- スタン・ゲッツ
- ハーブ・アルパート
- コールマン・ホーキンス
- ハービー・マン
- ケニー・G
- ジョージ・マイケル

日本
- 大野方栄
- 小野リサ
- 小泉ニロ
- 上野まな